# Troupes de missiles et d'artillerie ukrainiennes
Les troupes de missiles et d'artillerie ukrainiennes (en ukrainien : Ракетні війська та артилерія, littéralement « troupes des roquettes et de l'artillerie », roquettes à prendre ici au sens de missiles ; abrégé en РВіА) des forces armées de l'Ukraine est l'arme d'appui feu des troupes terrestres, de celles de marine, celles d'assaut aérien, de la Garde nationale et des garde-frontières de ce pays.
Elles se composent d'unités armées de missiles tactiques, d'obusiers, de canons, de mortiers, d'artillerie automoteur et antichar (canons et missiles). Ils sont chargés de détruire les positions ennemies, les chars, l'artillerie, les armes antichars, les avions, la défense aérienne et d'autres installations importantes,.

## Historique
La 1re division de roquettes prend forme à Khmelnytskyï, sur la base du quartier général dissous de la 43e armée de roquettes soviétique. Au moins deux brigades faisaient partie de la division, la 19e à Khmelnytskyï et la 107e à Krementchouk (107e régiment d'artillerie de roquettes, 6e corps d'armée). La division est dissoute en 2004.
La 11e brigade d'artillerie est dissoute en décembre 2013. La 44e brigade d'artillerie est créée de toutes pièces à Ternopil en septembre 2014. La 43e brigade d'artillerie est formée en février 2015 à Divychky, un village de l'oblast de Kiev.
Le 27e régiment de lance-roquettes multiples est transformé en brigade le 13 mars 2015. La 40e brigade d'artillerie est formée à Pervomaïsk en août 2015.
Ces unités sont engagées lors de l'invasion de l'Ukraine par la Russie en 2022.

## Équipement

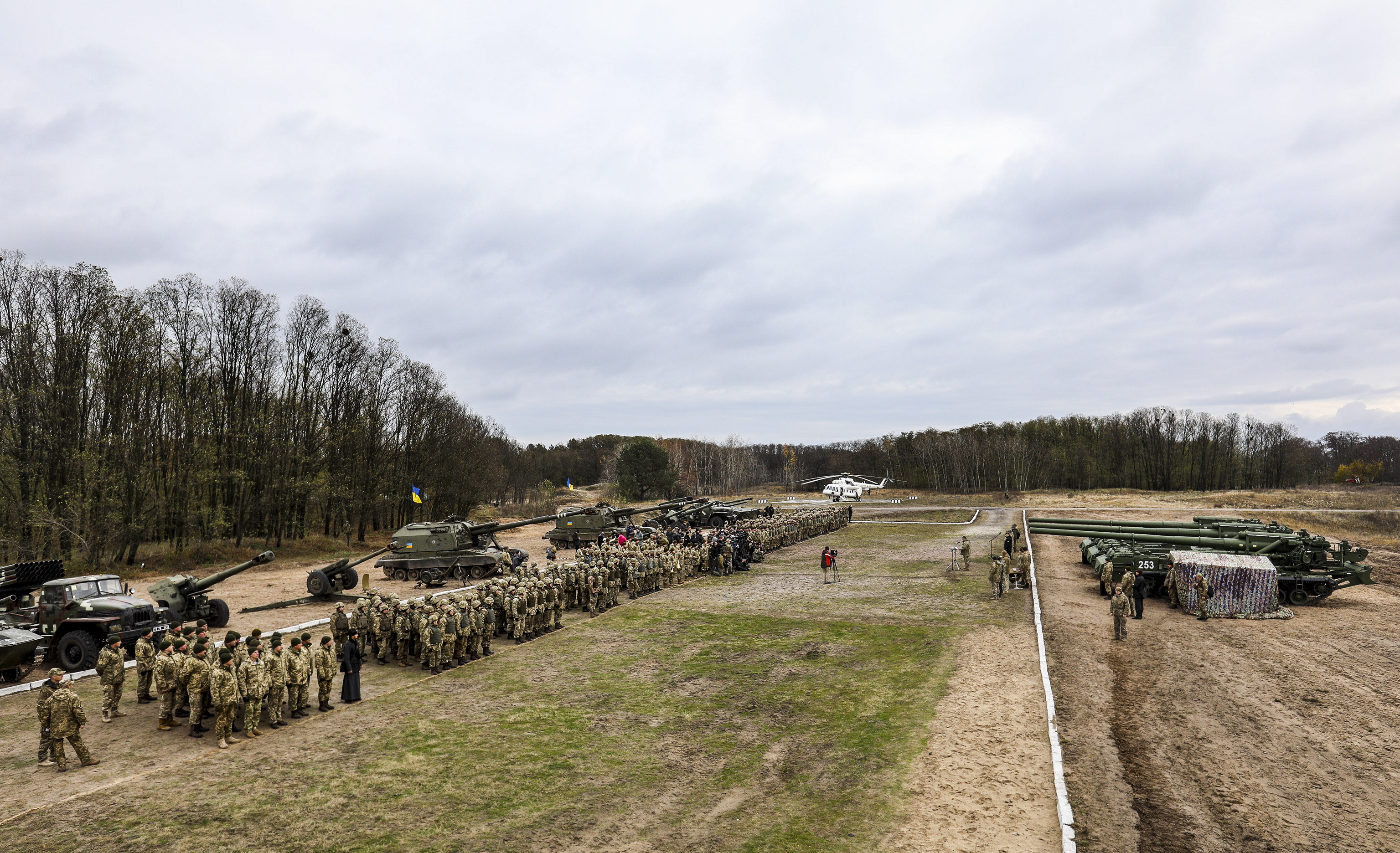
Plusieurs types de lance-roquettes multiples, obusiers tractés et canons automoteurs ukrainiens en 2017.

Jusqu'à 2022, l'artillerie ukrainienne a en dotation du matériel hérité de l'Armée soviétique, complété par quelques productions ukrainiennes :
- 90 missiles balistiques tactiques OTR-21 Totchka ;
- 209 lance-roquettes multiples BM-21 Grad de 122 mm, 70 BM-27 Ouragan de 220 mm, 81 BM-30 Smertch de 300 mm et quelques Vilkha de 300 mm ;
- 292 obusiers automoteurs 2S1 Gvozdika de 122 mm, 267 2S3 Akatsiya de 152 mm, 18 2S5 Guiatsint-S de 152 mm, 35 2S19 Msta-S de 152 mm, 4 2S22 Bohdana de 155 mm et 13 2S7 Pion de 203 mm ;
- 75 obusiers remorqués D-30 de 122 mm, 184 D-20 de 152 mm, 180 2A36 Guiatsint-B de 152 mm et 130 2A65 Msta-B de 152 mm ;
- plus de 500 canons antichars 2A29/MT-12 Rapira, ainsi que des missiles antichars 9K114 Chtourm, 9M113 Konkours, Stouhna-P et RK-3 Corsar ;
- des mortiers de 120 mm 2S12 Sani et PM-1938/43 (en).

De février 2022 à septembre 2023, en plus du matériel capturé, l'artillerie ukrainienne compense ses pertes (215 automoteurs, 159 tractées et 50 lance-roquettes selon le site Oryx) et renouvelle le matériel (remplaçant les munitions de 122 et de 152 mm, dont les stocks s'épuisent, par des 105 et 155 mm de l'OTAN), l'artillerie ukrainienne a reçu des achats et dons provenant d'autres États :
- des lance-roquettes multiples :
  - des BM-21 Grad de 122 mm tchèques, des APR-40 roumains et des RAK SA-12 croates ;
  - 20 RM-70 de 122 mm tchèques ;
  - 38 M142 HIMARS de 227 mm américains ;
  - 14 M270 MLRS de 227 mm britanniques, 5 allemands, 2 italiens et 2 français[10] ;
  - des TRLG-230 (en) de 230 mm turcs ;
- des obusiers automoteurs :
  - 12 Panzermörser M113 (de) de 120 mm lituaniens ;
  - des 2S1 Gvozdika de 122 mm (20 polonais, ainsi que des bulgares et PSH 74 finlandais) ;
  - des 2A36 Giatsint-B de 152 mm (K89 finlandais) ;
  - 43 ShKH vz. 77 Dana de 152 mm tchèques ;
  - 100 M109 de 155 mm italiens, 23 norvégiens, 20 britanniques, 18 étasuniens et 6 lettons ;
  - 72 AHS Krab de 155 mm polonais ;
  - 32 AS-90 de 155 mm britanniques ;
  - 30 CAESAR de 155 mm 6×6 français et 19 autres 8×8 qui devaient être livrés aux Danois ;
  - 24 SpGH Zuzana (en) de 155 mm slovaques ;
  - 22 PzH 2000 de 155 mm allemands, 8 néerlandais et 6 italiens[11] ;
- des obusiers remorqués :
  - 72 M119 de 105 mm américains et quelques-uns britanniques ;
  - 54 L119 de 105 mm britanniques ;
  - 18 M101 de 105 mm lituaniens et 16 slovènes ;
  - 6 OTO Melara Modèle 56 de 105 mm espagnols ;
  - 25 D-30 de 122 mm estoniens et 25 croates ;
  - 15 M-46 de 130 mm croates ;
  - des D-20 de 152 mm (M1981 roumains, ainsi que bulgares achetés par la Tchéquie)[12] ;
  - 173 M777 de 155 mm américains, 6 australiens et 4 canadiens ;
  - 24 FH70 de 155 mm estoniens et quelques italiens ;
  - 20 TRF1 de 155 mm français[13] ;
- des missiles antichars FGM-148 Javelin (américains), Milan (français et italiens) et Pvpj 1110 (suédois) ;
- des mortiers 120 KRH 92 (finlandais), LMP-2017 (polonais), MO 120 RT (français) et HM 16 (iraniens).

## Organisation
Une partie de l'artillerie ukrainienne constitue des brigades spécifiques, soit pour faire de la contrebatterie, soit pour soutenir une tentative de percée d'un front adverse en concentrant les feux. Chaque brigade d'artillerie est structurée en plusieurs divizions d'artillerie (en ukrainien : артилері́йський дивізіо́н) ; chacune de ces divisions est composée de trois batteries d'artillerie (батаре́я артилері́йська), composée chacune de six pièces ; les anglophones traduisent la notion de divizion par battalion, un bataillon correspondant à peu près à l'effectif d'un divizion d'artillerie (la batterie étant proche de la taille d'une compagnie).
La majeure partie de l'artillerie ukrainienne est dispersée dans les brigades mécanisées, de chars et de marine, chacune ayant un « groupe d'artillerie de brigade » (Бригадна артилерійська група), formé le plus souvent de deux divizions d'obusiers automoteurs, d'une divizion de lance-roquettes multiples et d'une divizion d'artillerie antichar. Dans les brigades des Forces d'assaut aérien ukrainiennes, l'artillerie est un peu réduite, à raison d'un groupe à deux divizions (ou d'un régiment). Pour la Garde nationale, il s'agit de bataillons d'artillerie ; pour les garde-frontières, de batteries de mortiers.

Symboles type OTAN
Brigade d'artillerie (armée d'obusiers).
Brigade de lance-roquettes multiples.
Unité de missiles balistiques.
Unité de reconnaissance d'artillerie.
Unité d'artillerie de montagne.

L'instruction est confiée au centre de formation des troupes de missiles et d'artillerie, à Divychy (uk) dans l'oblast de Kiev, ainsi qu'au 356e régiment d'artillerie d'entraînement, à Starychi (uk) dans l'oblast de Lviv.

### Liste des brigades

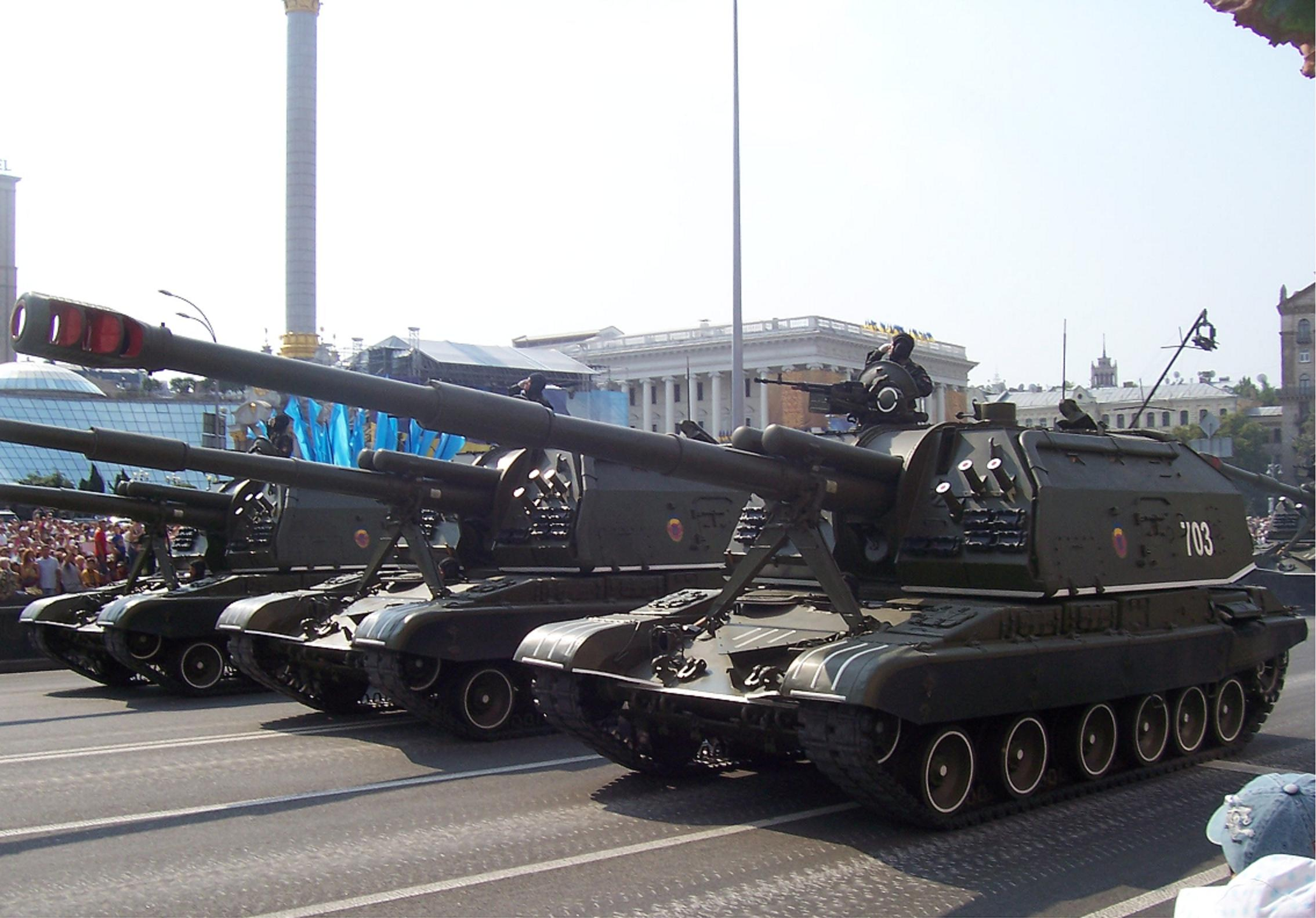
Unité d'obusiers automoteurs 2S19 Msta-S de la défilant le 24 août 2008.

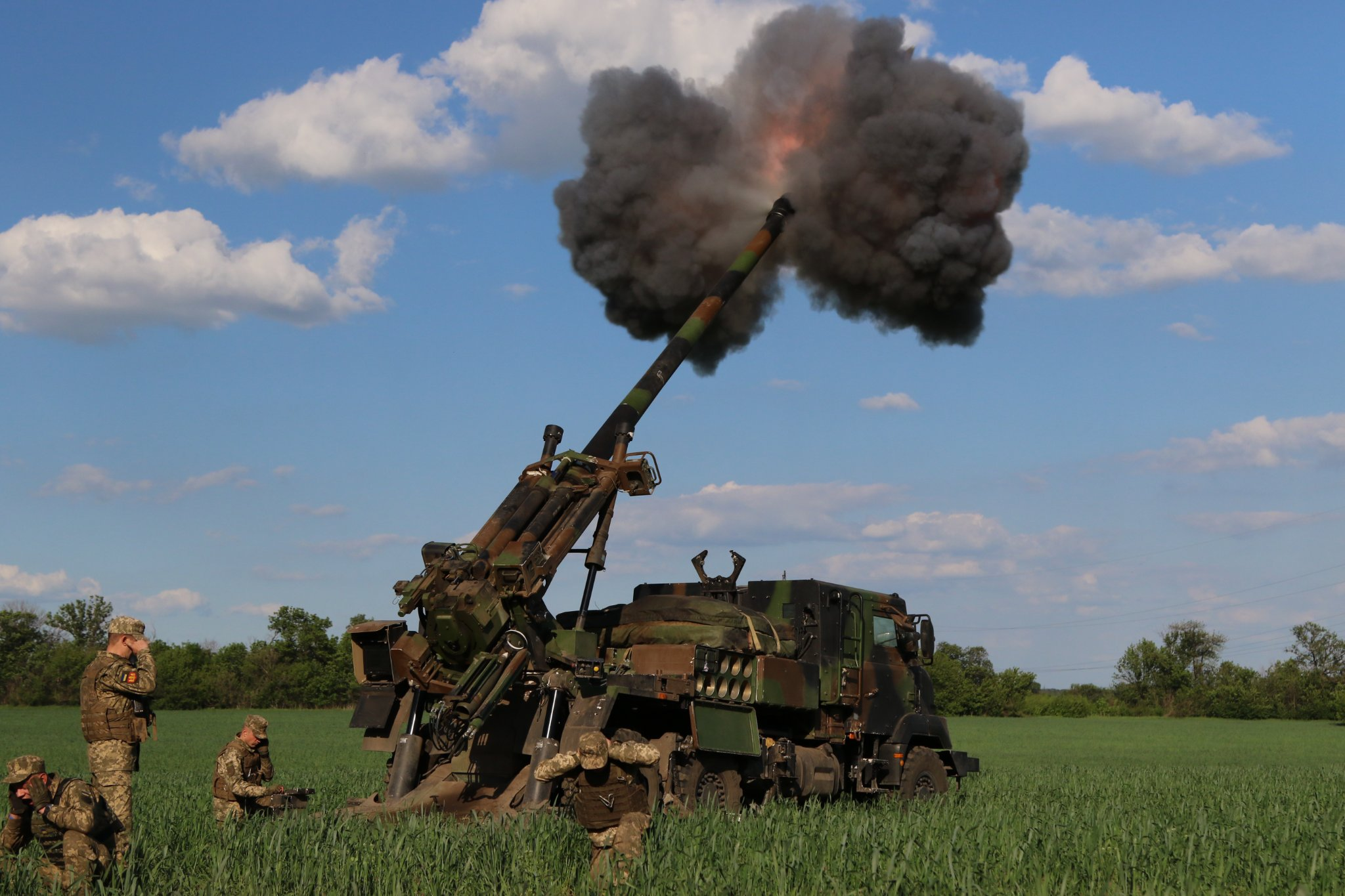
Artilleurs de la utilisant un CAESAR en mai 2022.

- 15e brigade de reconnaissance d'artillerie (armée avec des BM-30 Smertch et des M142 HIMARS), casernée en temps de paix à Drohobytch, elle dépend de l'état-major général ;
- 19e brigade de missiles « Sainte-Barbe » (des OTR-21 Totchka-U et BM-30 Smertch), à Khmelnytskyï, elle dépend de l'état-major général ;
- 26e brigade d'artillerie nommée d'après le général Roman Dachkevitch (des 2S19, 2S5 et MT-12, remplacés par des AHS Krab et des PzH 2000), à Berdytchiv, elle dépend du commandement opérationnel nord ;
- 27e brigade de lance-roquettes nommée d'après l'ataman Petro Kalnychevsky (des BM-27 Ouragan et des M142 HIMARS), à Soumy, elle dépend de l'état-major général ;
- 38e brigade d'artillerie (uk)[14] (2A65, 2A36 et MT-12), à Popilnia, elle dépend du commandement opérationnel sud (en formation) ;
- 40e brigade d'artillerie nommée d'après le grand-duc Vytautas (des 2A36 et 2A65, remplacés par des M777), à Pervomaïsk, elle dépend du commandement opérationnel sud ;
- 43e brigade d'artillerie nommée d'après l'hetman Taras Tryasilo (des 2S7 Pion et des PzH 2000), à Pereiaslav, elle dépend de l'état-major général ;
- 44e brigade d'artillerie nommée d'après l'hetman Danylo Apostol (des 2A65, 2A36 et MT-12, remplacés par des M777 et des FH70), à Ternopil, elle dépend du commandement opérationnel ouest ;
- 45e brigade d'artillerie[15] (des 2A65, 2A36 et MT-12, remplacés par des M777), à Yavoriv, dépend du commandement opérationnel ouest ;
- 47e brigade d'artillerie (des 2A65, 2A36 et MT-12), à Kharkiv, dépend du commandement opérationnel est ;
- 48e brigade d'artillerie[16] (des 2A65, 2A36 et MT-12), à Poltava, dépend du commandement opérationnel nord (en formation) ;
- 49e brigade d'artillerie Mstislav de Tchernigov (des AS-90 et TRG-230 (en)), à Tchernihiv, dépend du commandement opérationnel nord ;
- 55e brigade d'artillerie « Sitch zaporogue » (des 2A65, 2A36 et MT-12, remplacés par des CAESAR 6×6), à Zaporijjia, dépend du commandement opérationnel est ;
- 107e brigade de lance-roquettes « de Krementchouk » (des BM-30 Smertch, Vilkha et M270 MLRS), à Krementchouk, dépend du commandement opérationnel est ;
- 148e brigade d'artillerie automotrice (des 2S3 Akatsiya, remplacés par des CAESAR 8×8), à Jytomyr, dépend des Forces d'assaut aérien ukrainiennes ;
- 406e brigade d'artillerie nommée d'après le général Oleksi Almazov (des 2A36, remplacés par des M777), à Mykolaïv, elle dépend du Corps de marine.

## Commandants
- 2016 : général Vyacheslav Horbylyov[17]

## Voir aussi

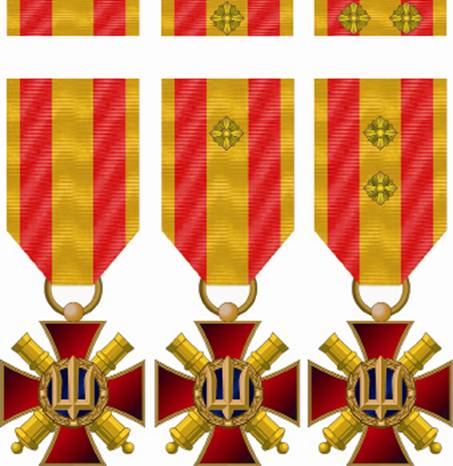
Médaille des Troupes de missiles et d'artillerie décerné par le Ministère de la Défense (Ukraine).